# Houtaud
Houtaud település Franciaországban, Doubs megyében. Lakosainak száma 1197 fő (2022. január 1.). Houtaud Dommartin, Pontarlier, Granges-Narboz, Chaffois és Val-d’Usiers községekkel határos.

## Népesség
A település népességének változása:
| Lakosok száma | 206  | 427  | 603  | 902  | 1018 | 1055 | 1094 | 1128 | 1159 | 1197 |
|               | 1968 | 1982 | 1990 | 2006 | 2013 | 2015 | 2017 | 2019 | 2020 | 2022 |